# 如法寺 (福島県西会津町)
如法寺（にょほうじ）は、福島県耶麻郡西会津町野沢字如法寺にある真言宗室生寺派の寺院。山号は金剛山。本尊は聖観世音菩薩。この寺には境内に観音堂があり、「鳥追観音」の名で知られる。会津ころり三観音のひとつ。

## 歴史
807年（大同2年）徳一によって建立されたと伝えられる。その後、たびたび焼失したが、その都度復興されている。

## 境内
東口から入って西口に抜ける珍しい作りで、西方浄土へころりと安楽往生がかなうとされる。左甚五郎作「隠れ三猿」（難よりかくれ猿、難をのがれ猿、安楽に暮らし猿）を見つけると「福まさる」という。

## 文化財
- 福島県指定重要文化財[1]
  - 観音堂附仁王門
  - 木造聖観音立像
  - 木造不動明王立像
  - 木造毘沙門天立像
  - 木造金剛力士立像
- 福島県指定天然記念物
  - コウヤマキ
- 西会津町指定文化財[1]
  - 金口（鰐口）
  - 観音堂高欄擬宝珠
  - 大般若経唐櫃
  - 御正体・銅造聖観音坐像　懸仏
  - 木造聖観音菩薩坐像
  - 木造三十三観音応現身像[2]

## 交通アクセス
- JR磐越西線 野沢駅より南へ約2.5 km

## 周辺
- 会津六詣出[3]
  - 大山祇神社
  - 会津ころり三観音
    - 弘安寺（中田観音）
    - 恵隆寺（立木観音）

  - 円蔵寺
  - 伊佐須美神社